# Смоленцев, Евгений Алексеевич
Евге́ний Алексе́евич Смоле́нцев (3 марта 1923, деревня Попово, Куженерский район, Марийская АССР, РСФСР — 11 января 2017, Москва, Россия) — советский и российский юрист, председатель Верховного Суда СССР (1989—1992).

## Биография
Родился в многодетной крестьянской семье. В 1941 году окончил среднюю школу в г. Кировграде Свердловской области, после чего работал мастером на Кировградском медеплавильном заводе.
С февраля 1942 года по ноябрь 1945 года проходил военную службу в Уральском военном округе в должности командира отделения запасного стрелкового полка. После демобилизации работал диспетчером Кировградского химического завода.
В 1948 год у окончил Свердловскую юридическую школу. С августа 1948 года — народный судья 3-го участка Ленинского района г. Свердловска. С декабря 1951 года — член Свердловского областного суда.
Член КПСС с 1952 года.
В 1953 году окончил Свердловский юридический институт. С марта 1953 года — заместитель председателя Свердловского областного суда. С июня 1966 года — председатель Свердловского областного суда.
20 сентября 1972 года был избран членом Верховного Суда СССР и утверждён в должности председателя Судебной коллегии по уголовным делам.
С декабря 1977 года — заместитель председателя Верховного Суда СССР. 7 июля 1987 года назначен председателем Верховного Суда РСФСР. В июне 1989 года Съездом народных депутатов СССР был утверждён председателем Верховного Суда СССР.
Находился в этой должности до 2 января 1992 года, когда Постановлением Президиума Верховного Совета Российской Федерации Верховный Суд СССР прекратил свою деятельность. С января 1992 года по июль 1997 года — главный консультант Верховного Суда Российской Федерации.
С 1997 года на пенсии.
Государственный советник юстиции 2 класса (1992 год).
Являлся вице-президентом советского Общества дружбы СССР — Ирландия.
Скончался в Москве. Согласно его воле, похоронен в Екатеринбурге на Ивановском кладбище.

## Награды и звания
- Орден Трудового Красного Знамени (1974 год)
- Орден Дружбы народов (1983 год)
- Орден «Знак Почёта» (1967 год)
- Почётная Грамота Президиума Верховного Совета Российской Федерации (1993 год)[5]
- Премия «Юрист года» (в номинации «Правовое просвещение и воспитание») (2010 год)[6]
- Медали